# Masukawa Takahiro
Takahiro Masukawa (sinh ngày 8 tháng 11 năm 1979) là một cầu thủ bóng đá người Nhật Bản.

## Sự nghiệp câu lạc bộ
Takahiro Masukawa đã từng chơi cho Avispa Fukuoka, Nagoya Grampus, Vissel Kobe và Hokkaido Consadole Sapporo.